# Jaenbert
Jaenbert, również: Jænbert, Jaenberht, Jaenbeorht, Janibert, Janbriht, Jambert, Lambert, Lanbriht, Genegberht (zm. 11 lub 12 sierpnia ok. 791) – anglosaski mnich i opat (od 760), trzynasty arcybiskup Canterbury od 766, święty Kościoła katolickiego.
Sakrę biskupią otrzymał 2 lutego 766, a w 767 paliusz z rąk papieża Pawła I.
Wspomnienie liturgiczne św. Jaenberta obchodzone jest 12 sierpnia.
Zobacz też
- kult świętych
- święci i błogosławieni Kościoła katolickiego
- modlitwa za wstawiennictwem świętego

Bibliografia
- Jaenbert – Catholic Online (ang.)
- Jaenbert Catholic Encyclopedia (ang.)